# Palencia de Negrilla
Palencia de Negrilla è un comune spagnolo di 184 abitanti situato nella comunità autonoma di Castiglia e León.